# كوثبرت كوان
كوثبرت كوان (بالإنجليزية: Cuthbert Cowan)‏ هو سياسي نيوزلندي، ولد في 1835، وتوفي في 1 أبريل 1927. انتخب عضو مجلس النواب النيوزيلندي.